# 세네갈 프리미어리그
세네갈 프리미어리그는 세네갈의 최상위 축구 리그이며 1966년에 공식 출범하였다.